# 片浜駅

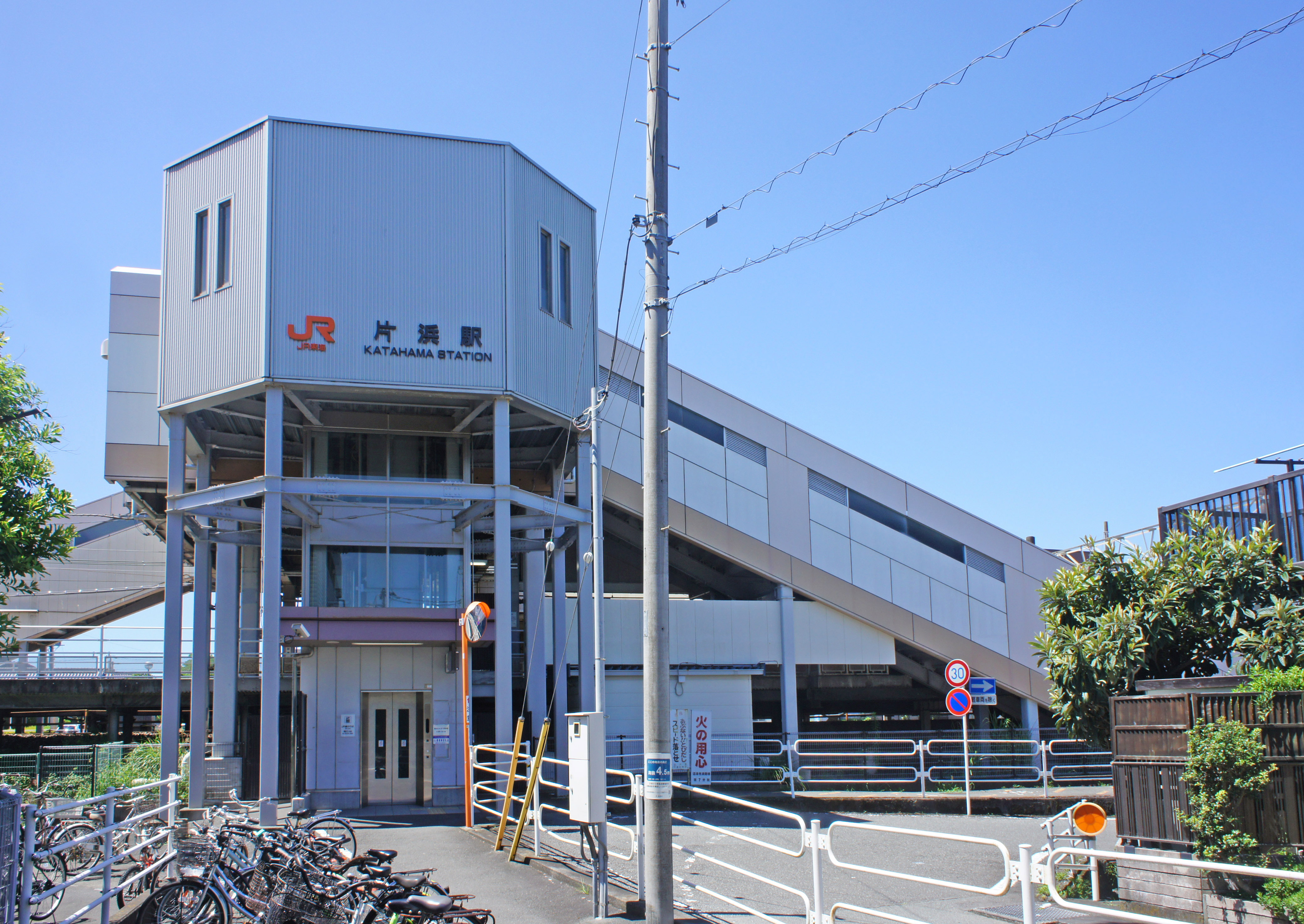
北口（2022年7月）

片浜駅（かたはまえき）は、静岡県沼津市今沢にある、東海旅客鉄道（JR東海）東海道本線の駅である。駅番号はCA04。
沼津市郊外の片浜地区にある駅。国鉄分割民営化直前の1987年（昭和62年）3月に開業した。運行形態の詳細は「東海道線 (静岡地区)」を参照。

## 歴史
- 1987年（昭和62年）
  - 3月21日：国鉄東海道本線の沼津 - 原間に新設開業[3]。旅客営業のみ[3]。総工費2億7500万円全額を地元が負担した請願駅[1]。
  - 4月1日：国鉄分割民営化によりJR東海が継承[3]。
- 2007年（平成19年）2月28日：エレベーター設置[5]。
- 2008年（平成20年）3月1日：ICカード「TOICA」の利用が可能となる。
- 2025年（令和7年）6月1日：お客様サポートサービスおよびサポートつき指定席券売機を導入し、無人化[4][6]。

## 駅構造

### ホーム
相対式ホーム2面2線を有する地上駅。北側のホームは上り列車が停車する1番線、南側のホームは下り列車が停車する2番線である。ホームの有効長は10両編成分であり、2004年（平成16年）10月のダイヤ改正まで当駅を発着していたJR東日本から直通の11両編成の列車は、最後尾の車両をドアカットにしていた。
| 番線 | 路線          | 方向 | 行先           |
| ---- | ------------- | ---- | -------------- |
| 1    | CA 東海道本線 | 上り | 沼津・熱海方面 |
| 2    | CA 東海道本線 | 下り | 静岡・浜松方面 |

（出典：JR東海:駅構内図）

### 駅舎・設備
駅舎はホームの上空に設けられた橋上駅舎で、北口と南口の2つの出入口がある。駅舎とホームの間や駅舎と出入口外の間は階段で繋がっている。また、2007年（平成19年）に駅構内にエレベーターが2基設置され、ホームから駅の外へ渡されていた車椅子用スロープは撤去された。エレベーターは安倍川駅と同様の仕組みで、北口・駅舎間用と駅舎・1番線間用を兼ねるものと、南口・駅舎間用と駅舎・2番線間用を兼ねるものがある。
お客様サポートサービスを導入している無人駅である。無人化される前は、沼津駅が管理する業務委託駅であり、駅業務は委託先のJR東海交通事業の係員が担当していた。ただし、夜間は係員が配置されない無人駅となっていた。また、駅舎内部には自動券売機やサポートつき指定席券売機があり、改札内にはトイレが設置されている。このほか、改札口には扉が省略された簡易型の自動改札機が導入されている。

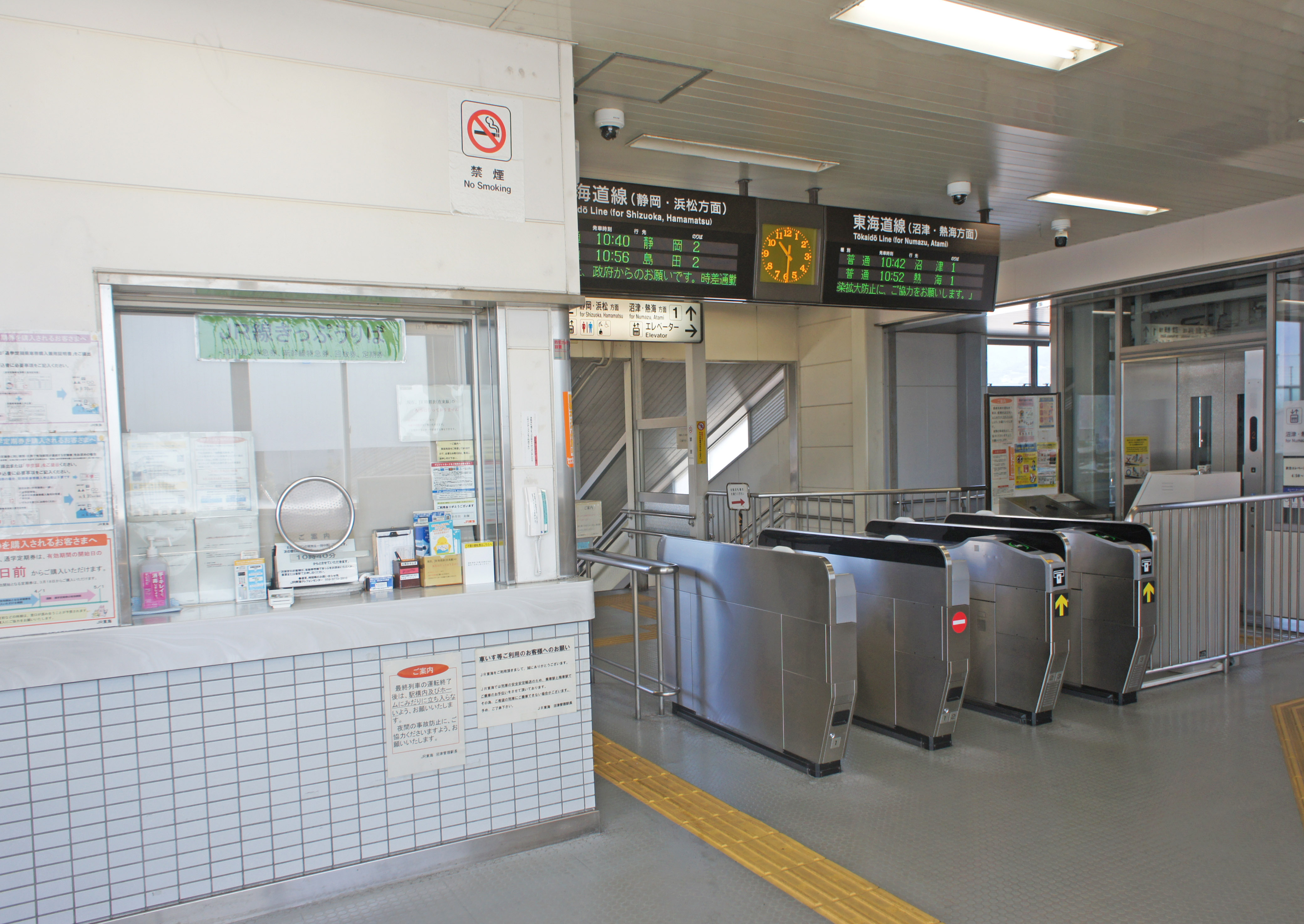
改札口（2022年7月）
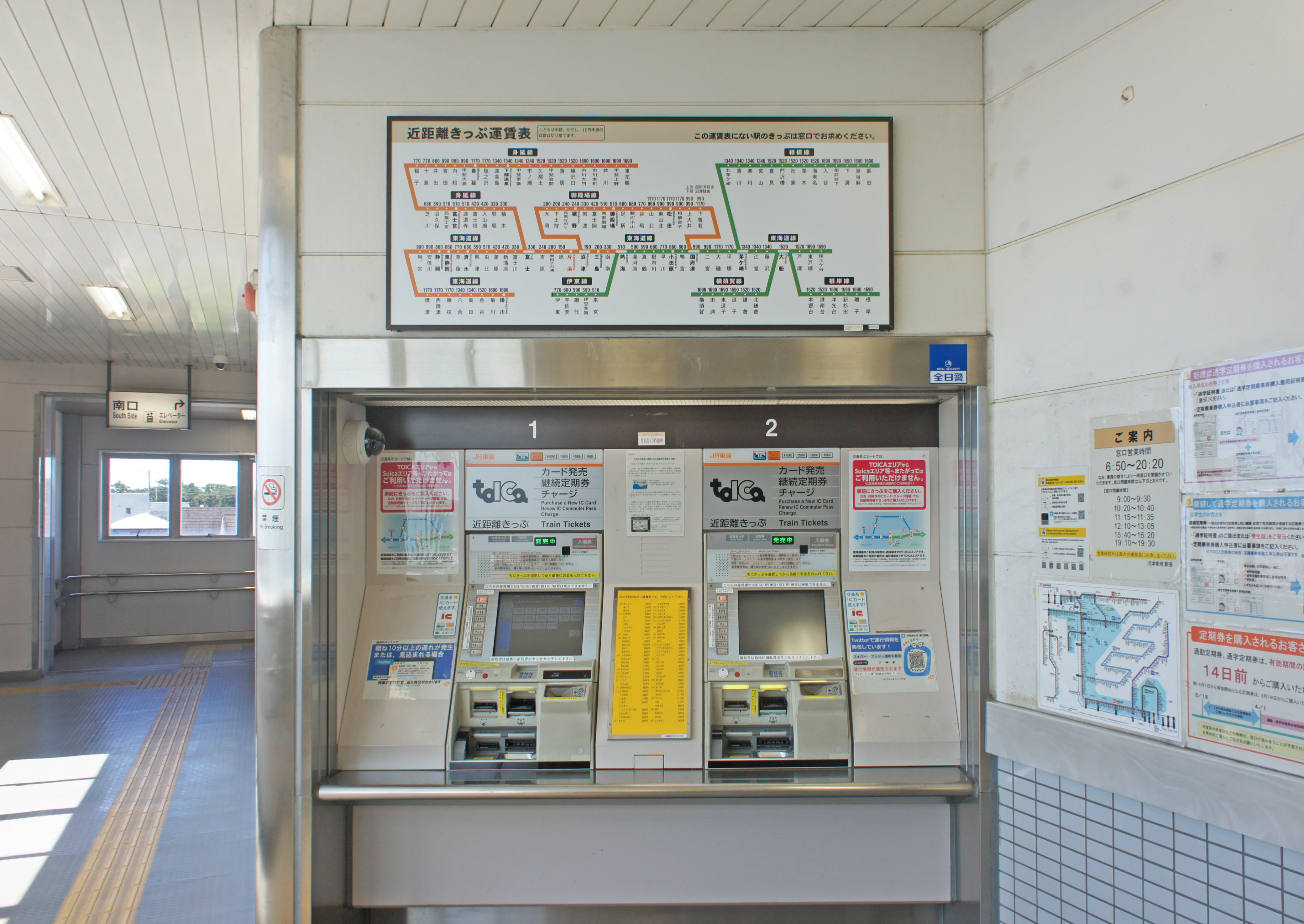
自動券売機（2022年7月）
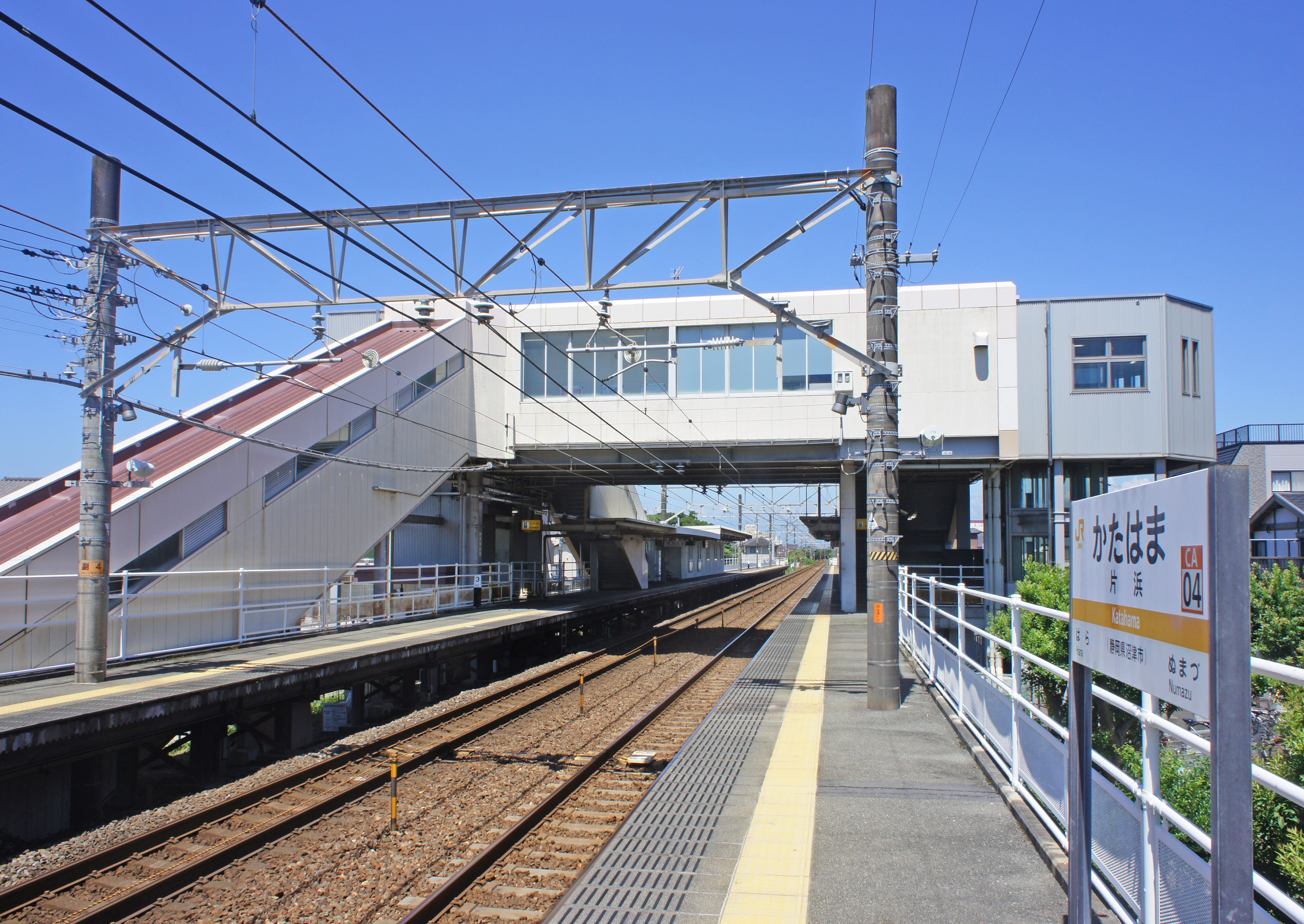
ホーム（2022年7月）

## 利用状況
2023年（令和5年）度の1日平均乗降人員は4,441人である。
近年の推移は以下のとおりである。
| 乗車人員推移       | 乗車人員推移     | 乗車人員推移 |
| 年度               | 1日平均 乗車人員 | 出典         |
| ------------------ | ---------------- | ------------ |
| 1993年（平成05年） | 2,542            | [ * 1 ]      |
| 1994年（平成06年） | 2,644            | [ * 2 ]      |
| 1995年（平成07年） | 2,690            | [ * 3 ]      |
| 1996年（平成08年） | 2,728            | [ * 4 ]      |
| 1997年（平成09年） | 2,600            | [ * 5 ]      |
| 1998年（平成10年） | 2,545            | [ * 6 ]      |
| 1999年（平成11年） | 2,551            | [ * 7 ]      |
| 2000年（平成12年） | 2,591            | [ * 8 ]      |
| 2001年（平成13年） | 2,615            | [ * 9 ]      |
| 2002年（平成14年） | 2,602            | [ * 10 ]     |
| 2003年（平成15年） | 2,587            | [ * 11 ]     |
| 2004年（平成16年） | 2,587            | [ * 12 ]     |
| 2005年（平成17年） | 2,631            | [ * 13 ]     |
| 2006年（平成18年） | 2,702            | [ * 14 ]     |
| 2007年（平成19年） | 2,765            | [ * 15 ]     |
| 2008年（平成20年） | 2,709            | [ * 16 ]     |
| 2009年（平成21年） | 2,679            | [ * 17 ]     |
| 2010年（平成22年） | 2,669            | [ * 18 ]     |
| 2011年（平成23年） | 2,557            | [ * 19 ]     |
| 2012年（平成24年） | 2,516            | [ * 20 ]     |
| 2013年（平成25年） | 2,480            | [ * 21 ]     |
| 2014年（平成26年） | 2,430            | [ * 22 ]     |
| 2015年（平成27年） | 2,447            | [ * 23 ]     |
| 2016年（平成28年） | 2,432            | [ * 24 ]     |
| 2017年（平成29年） | 2,452            | [ * 25 ]     |
| 2018年（平成30年） | 2,479            | [ * 26 ]     |
| 2019年（令和元年） | 2,493            | [ * 27 ]     |
| 2020年（令和02年） | 1,917            | [ * 28 ]     |
| 2021年（令和03年） | 2,003            | [ * 28 ]     |

## 駅周辺
駅周辺は沼津市郊外の住宅地である。
北側の出口を出ると小さな路地に出る。今沢団地へは北側の出口が近い。南側の出口を出ると整備された駅前広場に出る。駅前広場にはバスなどが発着するほか、交番（沼津警察署片浜交番）がある。駅前広場を出ると旧東海道（旧国道1号線）があり、すぐそばには西友松長店がある。また少し離れるが片浜市民窓口事務所もある。

## バス路線
「片浜駅」停留所にて、富士急シティバスが運行する路線バスが発着している。
1番乗り場
- 943 東海道線（原線）：東田子浦駅
- H42 沼津市コミュニティバスららぽーと・原団地・原駅線：原駅
- K47 片浜・柳沢線：柳沢

2番乗り場
- 943・944 東海道線（原線／沼津駅・片浜駅線）：沼津駅
- K19 片浜駅～（大諏訪・市立病院・藤棚）～富士通線：富士通 ※土・日祝日運休
- H42 沼津市コミュニティバスららぽーと・原団地・原駅線：ららぽーと沼津

## 隣の駅
東海旅客鉄道（JR東海）
CA 東海道本線
■快速（臨時列車扱い、下りのみ運転）・■普通
沼津駅 (CA03) - 片浜駅 (CA04) - 原駅 (CA05)